# Campeonato Mundial de Judo de 2027
El XLV Campeonato Mundial de Judo se celebrará en Kazajistán en el año 2027 bajo la organización de la Federación Internacional de Judo (IJF) y la Federación Kazaja de Judo.